# Pseudomertensia flavescens
Pseudomertensia flavescens är en strävbladig växtart som beskrevs av R.A. Rafiq. Pseudomertensia flavescens ingår i släktet Pseudomertensia och familjen strävbladiga växter. Inga underarter finns listade i Catalogue of Life.